# Ophthalmolycus polylepis
Ophthalmolycus polylepis is een straalvinnige vissensoort uit de familie van de puitalen (familie) (Zoarcidae). De wetenschappelijke naam van de soort is voor het eerst geldig gepubliceerd in 2011 door Matallanas.